# Rhabdomastix (Rhabdomastix) isabella
Rhabdomastix (Rhabdomastix) isabella is een tweevleugelige uit de familie steltmuggen (Limoniidae). De soort komt voor in het Neotropisch gebied.